# Agra schwarzeneggeri
Agra schwarzeneggeri  (лат.) — вид жужелиц из подсемейства харпалин (Harpalinae). Эндемик Коста-Рики был назван в честь Арнольда Шварценеггера.

## Распространение
Центральная Америка: Коста-Рика (Cartago).

## Описание
Древесные жужелицы длиной около 15 мм (14—17), с узким телом (ширина надкрылий около 4 мм). Длина головы около 3 мм. Тело чёрное, надкрылья с зеленоватым оттенком; 3—11-е членики усиков рыжеватые. У самцов сильно увеличенные бёдра средней пары ног.

## Систематика
Вид Agra schwarzeneggeri относится к большому тропическому роду Agra Fabricius, 1801 (включающему около 600 видов) и к группе видов perrinae species-group, включающей около 7 видов и распространённых в Центральной и Южной Америке вплоть до Боливии.

## Этимология
Вид получил своё название в честь политика и актёра Арнольда Шварценеггера, в связи с тем, что его утолщенные средние бёдра напоминают крупные мускулы.